# Scala (torrente)
Lo Scala è un torrente italiano, affluente del fiume Adda, che si origina da un ghiacciaio alle pendici del Corno di Dombastone, all'interno del comune di Sondalo, in provincia di Sondrio, segnando il confine tra le frazioni di Mondadizza e Grailè.
Il torrente dà il nome all'omonima valle che sovrasta l'abitato di Grailè, la Valle di Scala, ed è parte del Parco Nazionale dello Stelvio.
L'attività del torrente è molto ridotta. Sul torrente è presente una briglia e, a seguito dell'Alluvione della Valtellina del 1987, furono trasportati dalla corrente numerosi detriti, tra cui un masso di grandi dimensioni che si depositò sull'attuale SP 27 (la vecchia strada statale 38), arrecando lievi danni; a seguito di ciò la valle venne artificialmente allargata per evitare il trasporto di detriti a valle.